# Austrohelcon
Austrohelcon är ett släkte av steklar. Austrohelcon ingår i familjen bracksteklar.
Kladogram enligt Catalogue of Life:
| Austrohelcon | \| \| Austrohelcon australianus \| \| \| \| \| \| Austrohelcon erythrocephalus \| \| \| \| \| \| Austrohelcon indultor \| \| \| \| \| \| Austrohelcon inornatus \| \| \| \| \| \| Austrohelcon meridionalis \| \| \| \| \| \| Austrohelcon minor \| \| \| \| |
|              | \| \| Austrohelcon australianus \| \| \| \| \| \| Austrohelcon erythrocephalus \| \| \| \| \| \| Austrohelcon indultor \| \| \| \| \| \| Austrohelcon inornatus \| \| \| \| \| \| Austrohelcon meridionalis \| \| \| \| \| \| Austrohelcon minor \| \| \| \| |
|              | Austrohelcon australianus |
|              | |
|              | Austrohelcon erythrocephalus |
|              | |
|              | Austrohelcon indultor |
|              | |
|              | Austrohelcon inornatus |
|              | |
|              | Austrohelcon meridionalis |
|              | |
|              | Austrohelcon minor |
|              | |